# اللجنة الأسترالية للجمعيات الخيرية وغير الربحية
اللجنة الأسترالية للجمعيات الخيرية وغير الربحية هي الهيئة التنظيمية للمؤسسسات الخيرية والمنظمات غير الربحية في أستراليا. تأسست المفوضية في ديسمبر 2012 كجزء من قانون مفوضية المؤسسات الخيرية وغير الربحية الأسترالية لعام 2012 الذي أقره برلمان أستراليا. وتتمثل مهامها في تسجيل المؤسسات الخيرية والمنظمات غير الربحية، وضمان التزامها بالقوانين الأسترالية، بالإضافة إلى الاحتفاظ بسجل عام للمنظمات المسجلة.

## الأهداف والمسؤوليات
تم إنشاء ACNC لتحقيق ثلاثة أهداف أساسية لتحسين المؤسسات:
- الحفاظ على الثقة العامة وحمايتها وتعزيزها في القطاع غير الربحي الأسترالي.
- دعم قطاع مستقل وحيوي ومبتكر.
- تعزيز تقليل الأعباء التنظيمية غير الضرورية عن هذا القطاع.

وكجزء من مهامها، تدير المفوضية تسجيلات المؤسسات الخيرية وغير الربحية، وتدعم المنظمات للالتزام باللوائح الأسترالية، وتبرز أهمية هذه المنظمات للجمهور. تعمل المفوضية بالتعاون مع حكومات الولايات والوكالات المحلية لتوحيد التشريعات والتنظيمات على المستوى الوطني. كما تدير المفوضية سجل المؤسسات الخيرية ACNC، الذي يعرض تفاصيل المنظمات، أغراضها، والأمور المالية، وأي تاريخ تنظيمي.
كما تنشر المفوضية أيضًا مراجعة سنوية للقطاع تحت عنوان تقرير المؤسسات الخيرية الأسترالية.

### جمع التبرعات
تتحمل ACNC مسؤولية الإشراف على جميع أنشطة جمع التبرعات التي تقوم بها المؤسسات الخيرية في أستراليا. ومع ذلك، فإن المفوضية لديها صلاحيات محدودة لاتخاذ إجراءات تنظيمية ضد المنظمات. معظم الإجراءات التنظيمية تُنفذ بواسطة ولايات وأقاليم أستراليا وبعض الوكالات الفيدرالية مثل هيئة الأوراق المالية والاستثمارات الأسترالية، مكتب مسجل الشركات الأصلية، لجنة المنافسة والمستهلك الأسترالية، ومكتب الضرائب الأسترالي. عند جمع التبرعات، يجب على المنظمات الالتزام بقانون المستهلك الأسترالي وعدم تقديم معلومات مضللة أو خداعية أو تصرفات غير معقولة.

## تاريخ
تأسست اللجنة بموجب الفصل الخامس من قانون مفوضية المؤسسات الخيرية وغير الربحية الأسترالية لعام 2012، الذي حصل على الموافقة في 3 ديسمبر 2012.